# Immenrode (Goslar)
Immenrode ist ein Stadtteil von Goslar im Landkreis Goslar, Niedersachsen (Deutschland).

## Geographie

### Lage
Immenrode liegt etwa 7 km (Luftlinie) nordöstlich von Goslar und rund 5,5 km (Luftlinie) westlich von Vienenburg an der Bundesstraße 82 an den Ausläufern des Salzgitter-Höhenzuges im nördlichen Harzvorland. Der Ort wird vom Weddebach durchflossen. Die zu Immenrode gehörende Mühlenberg-Siedlung befindet sich etwa 1 km südwestlich des Ortes.

### Nachbarorte
| Döhren Liebenburg | Weddingen                                   | Beuchte Lengde          |
| Hahndorf Jerstedt | Kompassrose, die auf Nachbargemeinden zeigt | Vienenburg Wöltingerode |
| Goslar            | Oker                                        | Harlingerode            |

## Geschichte
Der Ortsname Immenrode deutet auf einen Siedlungsursprung als Rodeort hin, welche im nördlichen Harzvorland um etwa 1000 n. Chr. entstanden. Die erste urkundliche Erwähnung erfolgte im Jahr 1086 durch Kaiser Heinrich IV. als Teil einer Schenkung an den Hildesheimer Bischof Udo von Gleichen-Reinhausen, zu der auch die Königspfalz Werla und Gitter gehörten. Im Mittelalter waren die Herren von Woldenberg, das Kloster Neuwerk und Graf Gerhard von Holstein hier begütert. Seit dem Mittelalter ist Immenrode Kirchdorf; das Patronat hatte über mehrere Jahrhunderte das Kloster Wöltingerode inne.
Im 13. und 14. Jahrhundert fielen in der Immenröder Feldmark die Dörfer Ebelingerode und Döringerode wüst; insbesondere die Bevölkerung letzteren Ortes trug maßgeblich zur Ortsentwicklung bei. Auf dem Kirchturmknopf der Immenröder Kirche wird Immenrode als eine aus zwei Kirchengemeinden bestehende Ortschaft bezeichnet, wovon die zweite „Darlingerode“ (Döringerode) ist.
Nach langer Zugehörigkeit zum Hochstift Hildesheim gehörte Immenrode kurzzeitig zum Königreich Preußen (1803–1807), unter französischer Besetzung zum Departement der Oker (1807–1813) und schließlich zum Königreich Hannover (1813–1866).
Zwischen 1840 und 1860 wurde „Schraders Windmühle“ gebaut, die jedoch bereits 1889/1890 wieder abgebaut und nach Liebenburg versetzt wurde. 1860 wird die Chaussee von Goslar über Immenrode nach Weddingen gebaut (heutige Bundesstraße 82), Immenrode war zuvor im Winter und Frühjahr oft „unpassierbar“. Noch Ende des 19. Jahrhunderts gibt es über den Weddebach lediglich drei Furten, so dass die Dorfstraße häufig unter Wasser steht; Anfang des 20. Jahrhunderts entstanden Brücken. Ab 1922 hält elektrischer Strom Einzug in das Dorf, 1927 folgten die ersten Wasserleitungen.
1935 führt der NSDAP-Beauftragte die Gemeinderäte ein, ab 1938 soll das Pfarrhaus auch für die Gliederungen der NSDAP genutzt werden. 1939 schließt der Gemeinderat Juden vom Gemeindevermögen aus, obwohl diese in Immenrode gar nicht über Gemeindevermögen verfügten. Während der Kriegsjahre ist eine Gruppe ausländischer Gefangener für längere Zeit in einer Feldscheune an der Weddinger Straße untergebracht. Am 10. April 1945 erreichen die Amerikaner das Dorf.
Um 1900 hatte der Ort etwa 840, im Jahre 1926 etwa 900 Einwohner. Nach 1945 stieg die Einwohnerzahl stark an. Rund um das Dorf entstanden mehrere Wohngebiete, zuletzt in den 1990er Jahren das Baugebiet Steinkamp und ab dem Jahr 2000 das Baugebiet Siekfelde. Alle Baugebiete sind mittlerweile abgeschlossen; eine Erweiterung des Dorfes Richtung Osten ist im Flächennutzungsplan zwar berücksichtigt, wird aber derzeit nicht weiter verfolgt. Heute leben knapp 1600 Menschen in Immenrode.
Im Juni 2020 wurde das neue Feuerwehrhaus an der B 82 am südlichen Ortsausgang fertiggestellt. Es ersetzt seitdem das nicht mehr zeitgemäße Haus in der Dorfmitte. Die Baukosten beliefen sich auf 2,43 Millionen Euro.
Um die Dorfmitte, die in den vergangenen Jahren häufiger von Hochwasser betroffen war, vor weiteren solcher Ereignisse besser zu schützen wurde bis Dezember 2020 südwestlich des Dorfes am nördlichen Fuße des Mühlenberges ein Hochwasserrückhaltebecken mit rund 77500 m3 Speichervolumen errichtet. Hierfür wurde ein Staudamm von 270 m Länge, 5,9 m Höhe und 40 m Breite und einem Wehr in den Verlauf der Wedde eingebaut. Des Weiteren wurde der Verlauf der Wedde um das Stauwerk naturnah umgestaltet.

### Harzer Käse aus Immenrode
In der ersten Hälfte des 20. Jahrhunderts war Immenrode besonders für die Herstellung des Harzer Käses bekannt, einem aus Magerquark gewonnenen Sauermilchkäse. Die Immenröder stellten den Harzer Käse zum eigenen Verbrauch her oder verkauften ihn als Nebenerwerb in den umliegenden Orten; die Bedeutung des Käses brachte dem Dorf den Spitznamen „Bottermelknest“ ein. Erst in den 1970er Jahren stellte die letzte Käsebäckerei im Ort die Produktion ein.

### Eingemeindungen
Am 1. Juli 1972 wird Immenrode in die Stadt Vienenburg eingegliedert.
Zum 1. Januar 2014 erfolgt zusammen mit der Stadt Vienenburg die Eingemeindung in die Stadt Goslar.

### Bevölkerungsentwicklung
| Entwicklung | Jahr | Einwohner |
| --- | ---- | --------- |
| Die zur Anzeige dieser Grafik verwendete Erweiterung wurde dauerhaft deaktiviert. Wir arbeiten aktuell daran, diese und weitere betroffene Grafiken auf ein neues Format umzustellen. (Mehr dazu) |      |           |
| 2011 | 1631 |           |
| 2013 | 1621 |           |
| 2014 | 1592 |           |
| 2015 | 1586 |           |
| 2016 | 1551 |           |
| 2017 | 1548 |           |
| jeweils zum 31. Dezember des Jahres Quelle: bis 2014, ab 2015. |      |           |

## Politik

### Stadtrat und Bürgermeister
Auf kommunaler Ebene wird Immenrode vom Stadtrat aus Goslar vertreten.

### Ortsvorsteher
Der Ortsvorsteher von Immenrode ist Eckhard Wagner (SPD).
(Stand: Kommunalwahl 2021)

### Wappen
Bis zur Eingemeindung 1972 besaß Immenrode kein eigenes Wappen. Im Zuge der Gemeindereform wurde ein neues Wappen entworfen, welches drei Häuser vor einem Dreiberg zeigte; dieses Wappen fand jedoch wenig Anklang. Zur 900-Jahr-Feier im Jahr 1986 wurde ein Heraldiker mit dem Entwurf eines neuen Wappens mit stärkerem historischen Bezug beauftragt. Am 18. Januar 1986 nahm der Ortsrat dieses noch heute gültige Wappen an.
Die Farben des Wappens beziehen sich auf das Hochstift Hildesheim. Die Krone in der oberen Hälfte symbolisiert die Zeit Immenrodes als Königsgut bis 1086. Die Baumwurzel in der unteren Hälfte symbolisiert die Entstehung als Rodungssiedlung.

## Kultur und Sehenswürdigkeiten

### Bauwerke

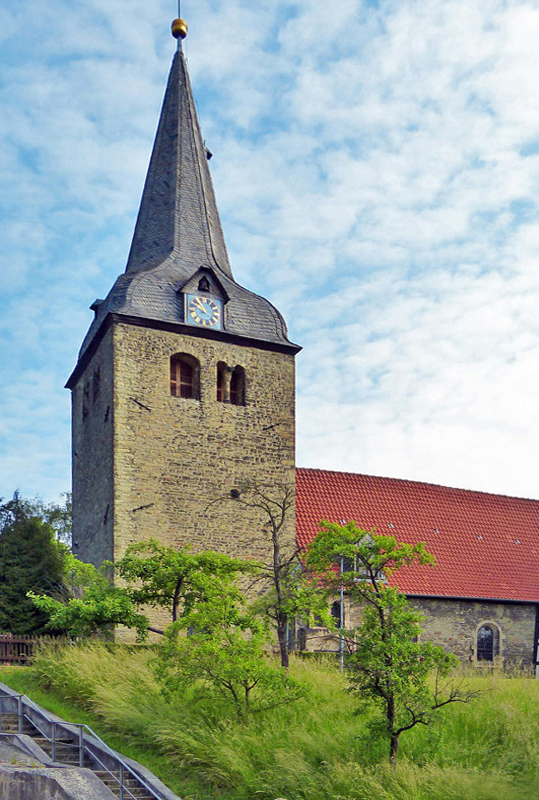
Feldsteinkirche Immenrode

Den Ortskern Immenrodes prägen noch heute zahlreiche alte Fachwerkhäuser und landwirtschaftliche Höfe. Markantestes Bauwerk ist die in der Dorfmitte auf einem Hügel gelegene Feldsteinkirche. Deren Ursprünge sind ungewiss; möglicherweise gehörte der Kirchturm zu einer großen Wehranlage zwischen Werlaburg und Goslar, in deren Schutz sich die ersten Siedler niederließen. Der Steinanbau aus Bruchsteinen aus dem Harlyberg und dem Sudmerberg entstand im 11. bis 13. Jahrhundert. Das Bauwerk wurde mehrfach umgebaut und renoviert, u. a. 1894 unter Conrad Wilhelm Hase.
Vor der Kirche steht ein Ehrenmal mit den Namen von 36 und 55 Kriegstoten der beiden Weltkriege.
Am Dorfplatz überquert ein Fußweg den Weddebach auf einer Steinbogenbrücke, der ältesten Brücke im Ort.
Zwischen dem Kloster Wöltingerode und dem Gut Grauhof führt der Harzer Klosterwanderweg durch den Ort.

### Vereine
Größter Verein ist der Turn- und Sportverein TSV Immenrode mit mehreren Sportarten, insbesondere Fußball. Darüber hinaus beleben u. a. ein Schützenverein, ein Fanfarenzug, die ev. Kirchengemeinde und die Freiwillige Feuerwehr das soziale und kulturelle Leben im Ort.

### Regelmäßige Veranstaltungen
- Osterfeuer (April)
- Schützen- und Volksfest (Juni)
- Immenröder Adventsmarkt (November)
- Immenröder Winterspiele (Dezember)

## Wirtschaft und Infrastruktur
In Immenrode finden sich kleinere Geschäfte zur Grundversorgung, ein Bäcker, eine Arztpraxis, einige Dienstleister sowie landwirtschaftliche Betriebe.

### Bildung
Im Ort gibt es einen ev. Kindergarten mit Kinderkrippe und eine Grundschule.
Das seit mindestens 1989 bestehende Mütterzentrum bietet vielseitige Angebote für Kinder und Eltern und eine Nachmittagsbetreuung.
Der Regenbogenhof ist eine Kinder- und Jugendhilfeeinrichtung mit sozialpädagogischen Tagesgruppen, sozialer Gruppenarbeit, tiergestützter Pädagogik sowie Ferienbetreuung im Sommer.

### Verkehr
Durch den Ort verläuft die Bundesstraße 82 (Goslar-Schladen), über die bei Schladen Anschluss an die Bundesautobahn 36 (Braunschweig–Bernburg) besteht. Kreisstraßen nach Vienenburg, Harlingerode und Hahndorf kreuzen sich in der Ortsmitte.
Über eine Buslinie der Regionalbus Braunschweig GmbH ist Immenrode an Goslar und Vienenburg angebunden.
Obwohl der Ort unmittelbar von der ehemaligen Bahnstrecke Vienenburg–Langelsheim berührt wurde, gab es nie einen Haltepunkt; ein solcher wurde beim Bau der Strecke vom Ort selbst abgelehnt. Heute ist die Strecke stillgelegt und abgebaut. Die nächsten Bahnhöfe befinden sich in Goslar und Vienenburg.

### Windpark
Im Jahre 1998 wurde südöstlich der Ortschaft der Windpark Immenrode eingerichtet.